# 2571 Geisei
A 2571 Geisei (ideiglenes jelöléssel 1981 UC) a Naprendszer kisbolygóövében található aszteroida. Tsutomu Seki fedezte fel 1981. október 23-án.